# 迪恩·菲利普斯
迪恩·本森·菲利普斯（1969年1月20日—），美国商人和政治人物，自2019年起担任美国众议院明尼蘇達州第三國會選區代表。菲利普斯的选区包括明尼阿波利斯-圣保罗都会区西郊，如布卢明顿、明尼通卡、伊代纳、梅普尔格罗夫、普利茅斯和伊登普雷里。作为一名民主党成员，菲利普斯除了担任家族酒类企业菲利普斯蒸馏公司的总裁兼首席执行官之外，还拥有并创办了多家公司。他是Talenti冰激凌的前共同所有人及Penny's Coffee的共同所有人。
2018年，菲利普斯首次当选明尼苏达州联邦众议员，击败了连任六届的共和黨议员埃瑞克·保爾森。他是自1958年以来第一位赢得该席位的民主党人。此后，他又两次连任。菲利普斯被认为是中间派和温和派民主党人。截至2018年，菲利普斯拥有7700万美元的净资产，是最富有的国会议员之一。2023年，他宣布在2024年美國總統選舉中挑战现任总统乔·拜登的民主党提名。2024年3月6日，他宣布退出民主黨初選提名。